# Superessiv
Der Superessiv (von lat. super: „auf“ und esse „sein“, also „Kasus des Daraufseins“) ist ein Lokalkasus, der u. a. in finno-ugrischen Sprachen vorkommt. Er bezeichnet die Position auf einem Bezugsobjekt. Er wird beispielsweise im Ungarischen durch das Suffix -(e/o/ö)n repräsentiert:
- hajó-n „auf dem Schiff“ (hajó „Schiff“)
- árk-on „auf dem Graben“ (árok „Graben“)
- bokr-on „auf dem Strauch“ (bokor „Strauch“)

Auch andere Sprachen mit vielen Lokalkasus haben einen Superessiv, so etwa viele Sprachen der nachisch-dagestanischen Sprachfamilie. Ein Beispiel aus dem Lesgischen:
- xil-el „auf dem Zweig“ (xil „Zweig“)

Das Pendant zum Superessiv ist der Subessiv („Kasus des Darunterseins“).